# Bénédictines de la Divine Providence
Les bénédictines de la Divine Providence (en latin : Congregationis Sororum Benedictinarum a Divina Providentia) sont une congrégation religieuse féminine enseignante et hospitalière de droit pontifical.

## Histoire
En 1838, Bénédicte Cambiagio Frassinello (1791-1858) fondatrice des bénédictines de la Providence, fonde un orphelinat à Gênes où œuvrent deux sœurs, Marie et Justine Schiapparoli. Ces dernières sont obligées de quitter l'institut génois en 1847 et revenir dans leur Voghera natale pour aider leur père malade ; elles continuent cependant à se consacrer à l'assistance des filles pauvres et abandonnées, le but apostolique de leur congrégation.
En 1849, elles fondent un institut qui garde le nom, l'esprit et la discipline des bénédictines de la Providence. Il est reconnu de droit diocésain en 1850 par Giovanni Negri, évêque de Tortone. Les constitutions religieuses des bénédictines de la Divine Providence sont développées par Justine Schiapparoli avec l'aide de l'abbé Placide Lugano. Le 10 février 1936, l'institut reçoit l'approbation du Saint-Siège et la reconnaissance définitive de ses constitutions le 25 octobre 1943.

## Activités et diffusion
Les bénédictines de la Divine Providence se consacrent à l'assistance et à l'éducation de la jeunesse, en accordant une attention particulière aux pauvres.
Elles sont présentes en:
- Europe : Italie, Albanie, Roumanie.
- Amérique : Argentine, Bolivie, Brésil, Mexique, Paraguay.
- Afrique : Guinée-Bissau, Kenya, Malawi Mozambique, Tanzanie.
- Asie : Inde.

La maison généralice est à Rome.
En 2017, la congrégation comptait 312 religieuses dans 69 maisons.